# Trzęsienie ziemi w Kütahya (2011)
Trzęsienie ziemi w prowincji Kütahya o sile 5,8 stopnia w skali Richtera miało miejsce 19 maja 2011. Trzęsienie ziemi nawiedziło prowincję Kütahya w zachodniej Turcji. Epicentrum trzęsienia znajdowało się na głębokości 9,1 km niedaleko miasta Simav. Trzęsienie było poprzedzone wstrząsem o sile 3,2 stopnia w skali Richtera 23 minuty przed głównym wstrząsem. Po głównym trzęsieniu nastąpiło ponad 450 wstrząsów wtórnych, z czego najsilniejsze o sile 4,6 stopnia w skali Richtera.

## Efekty
Odnotowano dwie ofiary śmiertelne i 122 rannych. W regionie odnotowano przerwy w dostawie prądu i problemy z liniami telefonicznymi. Trzęsienie ziemi uszkodziło okoliczne budynki, a wielu ludzi spędziło noc poza domem.